# Śmięcka
Śmięcka (ausgesprochen ˈɕmʲɛw̃t͡ska, amtlich Wyspa Tadeusza Przygody-Wronowskiego) ist eine kreisförmige künstliche Insel im polnischen Teil des Stettiner Haffs und gehört zur Gemeinde Stepnica.
Śmięcka entstand 2021 aus dem Material, das bei der Vertiefung und Verbreiterung der Fahrrinne zwischen Stettin und Świnoujście angefallen ist.
Śmięcka liegt südöstlich der ebenfalls künstlichen Insel Brysna, die zeitgleich entstand. Beide Inseln sind als reines Vogelschutzgebiet konzipiert und bleiben daher unbewohnt. Auf Śmięcka befindet sich lediglich eine technische Landungsplattform, ansonsten wird die Insel bepflanzt.
Während der Planungsphase trug die Insel zunächst die Projektbezeichnung W28. Bei einer 2020 vom polnischen Ministerium für Meereswirtschaft und Binnenschifffahrt organisierten Internetabstimmung zur Benennung der Insel, an der 21.912 Personen teilgenommen hatten, gewann der Vorschlag Śmięcka mit insgesamt 8.735 Stimmen vor den Vorschlägen Wyraj und Przygoda. Der Name soll an eine gleichnamige ehemalige Ortschaft am Ufer des Stettiner Haffs erinnern.
Obwohl sich im Volksmund der Name Śmięcka durchgesetzt hat, war das Ergebnis der Internetabstimmung aus verwaltungspolitischer Sicht nicht bindend, zumal dem Ministerium für Meereswirtschaft und Binnenschifffahrt die Kompetenz zur Namensvergabe fehlt. 2024 entschied die Gemeinde Stepnica, der Insel den amtlichen Namen Wyspa Tadeusza Przygody-Wronowskiego (deutsch „Tadeusz-Przygoda-Wronowski-Insel“) zu verleihen, welcher 2025 vom polnischen Ministerium für Inneres und Verwaltung bestätigt wurde.

## Nachweise
1. 1 2  Andrzej Z. Kotarba: Tajemnicze wyspy Zalewu Szczecińskiego, czarneswiatlo.pl vom 24. April 2022, abgerufen am 1. Juli 2023.
2. 1 2  Brysna i Śmięcka z utwardzoną linią brzegową. Zobacz jak wyglądają dwie sztuczne wyspy na Zalewie Szczecinskim, kamienskie.info vom 25. Juli 2021, abgerufen am 1. Juli 2023.
3. ↑  Nelly Kamińska: Estyjska, Brysna i Śmięcka – nowe wyspy Polski, turystyka.rp.pl vom 23. September 2023, abgerufen am 1. Juli 2023.
4. ↑  Ostatnia niespełniona obietnica ministra Gróbarczyka z PiS. Konkurs na nazwy wysp na Zalewie Szczecińskim był fikcją, wyborcza.pl vom 20. Dezember 2024, abgerufen am 9. Mai 2025.